# القبيسية الشرقية
القبيسة الشرقية هي إحدى قرى مدينة جبلة التابعة لمحافظة اللاذقية، سوريا. تبعد عن جبلة بحدود 10كم وعن اللاذقية 25كم وهي قرية صغيرة يبلغ عدد سكانها 700-800 نسمة وتشتهر بزراعة الحمضيات والزراعات الموسمية.